# Рамальйо (округ)
Округ Рамальйо (ісп. Ramallo) — адміністративно-територіальна одиниця 2-ого рівня у провінції Буенос-Айрес в центральній Аргентині. Адміністративний центр округу — Рамальйо (ісп. Ramallo).
Населення округу становить 33042 особи (2010). Площа — 1040 кв. км.

## Історія
Округ заснований у 1864 році.

## Населення
У 2010 році населення становило 33042 особи. З них чоловіків — 16320, жінок — 16722.

## Політика
Округ належить до 2-ого виборчого сектору провінції Буенос-Айрес.